# 薩克馬拉河

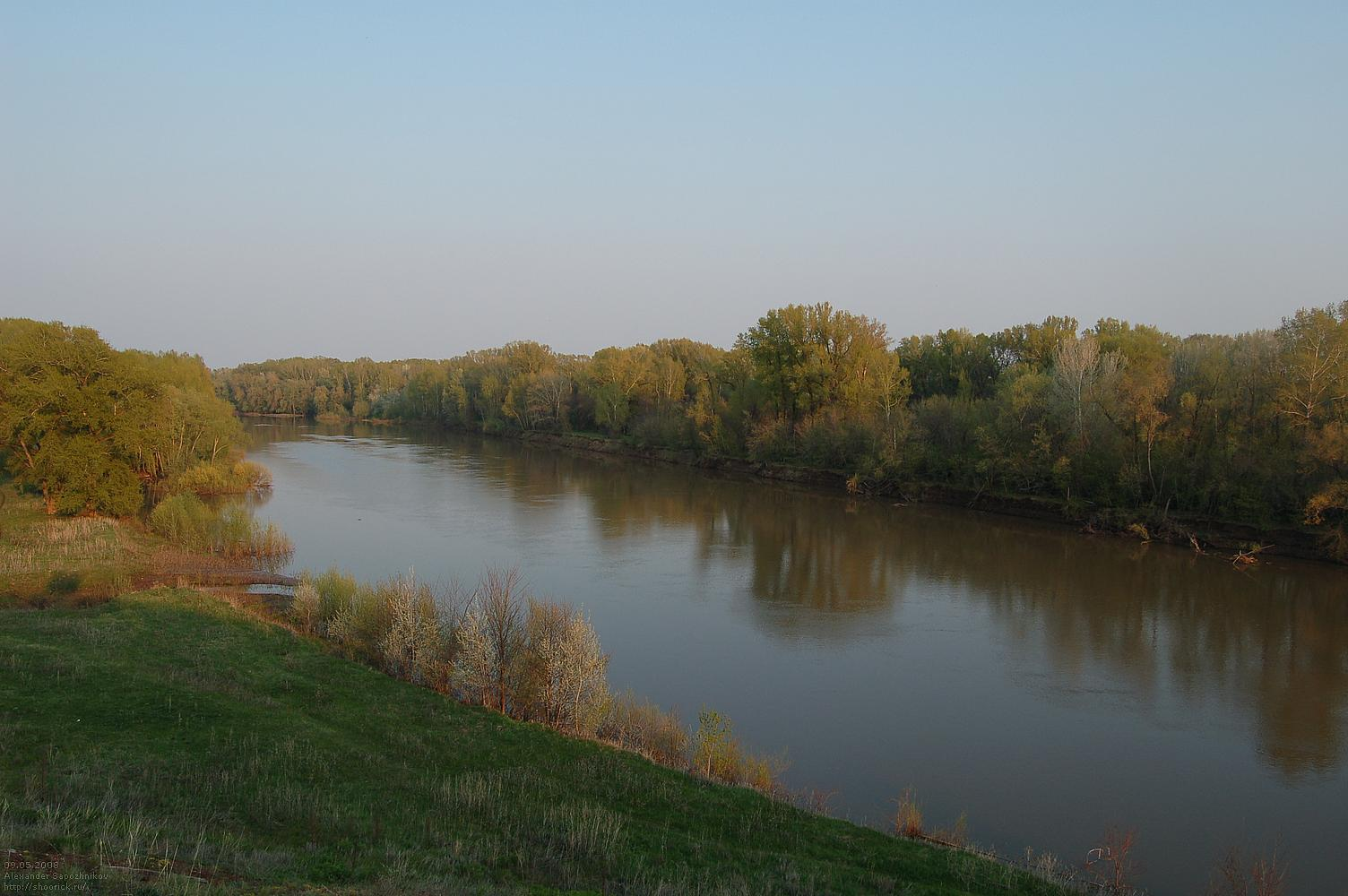
薩克馬拉河

薩克馬拉河（Сакмара）是俄羅斯的河流，屬於烏拉爾河的主要支流，河道全長760公里，發源自烏拉爾山脈南端馬格尼托哥爾斯克西南60公里，最終在奧倫堡注入烏拉爾河，河畔城鎮有馬格尼托哥爾斯克。